# Etheostoma chuckwachatte
Etheostoma chuckwachatte är en fiskart som beskrevs av Richard L. Mayden och Wood, 1993. Etheostoma chuckwachatte ingår i släktet Etheostoma och familjen abborrfiskar. Inga underarter finns listade i Catalogue of Life.